# Hans Marte
Hans Marte (ur. 28 maja 1935 w Muntlix) – austriacki zapaśnik walczący w obu stylach. Dwukrotny olimpijczyk. Zajął jedenaste miejsce w Rzymie 1960 i Tokio 1964 w stylu klasycznym. Odpadł w eliminacjach turnieju w 1960 w stylu wolnym. Startował w kategorii 62 kg.
- Turniej w Rzymie 1960 – styl wolny

Pokonał Australijczyka Samuela Parkera oraz przegrał z Turkiem Mustafą Dağıstanlım i Belgiem Jefem Mewisem. 
- Turniej w Rzymie 1960 – styl klasyczny

Zwyciężył Francuza Rogera Mannharda oraz przegrał z Włochem Umberto Trippą i zawodnikiem radzieckim Konstantinem Wyrupajewem. 
- Turniej w Tokio 1964 – styl klasyczny

Wygrał z Filipińczykiem Antonio Senosą i Grekiem Petrosem Galaktopulosem, a uległ Japończykowi Koji Sakuramie i Węgrowi Imre Polyákowi.